# 鹿本町
鹿本町（かもとまち）は、熊本県鹿本郡にあった町。
2005年1月15日に山鹿市・鹿本郡菊鹿町・鹿北町・鹿央町と合併し、山鹿市鹿本町となった。

## 地理
菊池川が町の南部を流れていた。
- 面積 17.63 km2
  - 農用地 59.5%
  - 森林 - %
  - その他 40.5%

## 沿革
- 1955年（昭和30年）4月1日 - 来民町・稲田村・中富村の1町2村が合併して鹿本町が発足。
- 2005年（平成17年）1月15日 - 山鹿市及び鹿本郡菊鹿町・鹿北町・鹿央町と対等合併し、新しい山鹿市となり消滅。

## 産業
- 特産品
  - キク、メロン、イチゴ、来民渋うちわ

## 教育
高等学校
- 熊本県立鹿本農業高等学校
- 熊本県立鹿本商工高等学校

中学校
- 鹿本町立鹿本中学校（現：山鹿市立鹿本中学校）

小学校
- 鹿本町立来民小学校（現：山鹿市立来民小学校）
- 鹿本町立稲田小学校（現：山鹿市立稲田小学校）
- 鹿本町立中富小学校（現：山鹿市立中富小学校）

## 交通

### 鉄道
町内に鉄道路線は走っていない。かつては、山鹿温泉鉄道が走っていた。（1960年休止、その後廃止）

### 道路
一般国道
- 国道325号

## 観光・文化
- 水辺プラザかもと
- 石のかざぐるま

### 県指定文化財
- 臼塚石人
- 御霊塚古墳
- 津袋古墳群

## 出身有名人
- 清浦奎吾 - 政治家
- 平野隆一　元東京大学総長（刑法）
- 蒲島郁夫 - 熊本県知事、元東京大学教授（政治過程論）
- 荒木俊馬 - 天文学者、物理学者
- 冬川亘 - 翻訳家
- 富田至誠 - 洋画家

ゆかりのある人物
- 宗不旱 - 歌人。熊本市生まれ、鹿本町来民育ち。